# Zio Paperone e il solvente universale
Zio Paperone e il solvente universale è una storia a fumetti con personaggi Disney scritta e disegnata da Don Rosa e pubblicata per la prima volta in Danimarca del 1995. Don Rosa in seguito ha ripreso il tema del solvente nelle storie Zio Paperone e il cavaliere nero. Nel 1997 ottenne una nomination come "miglior storia a puntate" agli Eisner Awards.

## Trama
Paperone si reca al laboratorio di Archimede Pitagorico per richiedere una sostanza potente che possa distruggere tutto, tranne il diamante. Durante una dimostrazione, Paperone sparge il liquido a terra e questo inizia a dirigersi verso il centro della Terra. Così, Archimede invia Paperone, Paperino, Qui, Quo e Qua per recuperare il solvente. La squadra di Paperone riesce a raggiungere il centro della Terra e, per sfuggire a frane e magma, utilizza un ombrellone rivestito di diamanti e spalmato con il solvente per ritornare a Paperopoli. Lungo il cammino, incontrano i terrini e i fermini (giá incontrati nella storia Zio Paperone e i terremotari di Carl Barks) ma non hanno tempo di fermarsi, poiché hanno il magma alle spalle. Quando arrivano a Paperopoli, il vulcano formatosi erutta ma l'ombrellone di Archimede riesce a bloccare la lava.